# Gustaf Carlson (justitieråd)
Erik Gustaf Theodor Carlson, född 10 maj 1861 i Uppsala, död 28 maj 1936 i Stockholm, var en svensk ämbetsman. Han var son till F.F. Carlson och bror till Ernst Carlson.
Carlson avlade filosofie kandidatexamen vid Uppsala universitet 1881 och hovrättsexamen där 1883. Han blev assessor i Svea hovrätt 1895 och hovrättsråd där 1903. Carlson var ledamot av Lagberedningen 1905–1909 och arbetade som sådan med förslaget till en ny jordabalk. Han var häradshövding i Gudhems och Kåkinds domsaga 1907–1909 och justitieråd 1909–1931. Carlson promoverades till juris hedersdoktor i Uppsala 1907.

## Utmärkelser
- Riddare av Nordstjärneorden, 1903.[5]
- Kommendör av andra klassen av Nordstjärneorden, 6 juni 1907.[6]
- Kommendör av första klassen av Nordstjärneorden, 6 juni 1912.[7]
- Kommendör med stora korset av Nordstjärneorden, 6 juni 1918.[8]